# Oosterhout (Nijmegen)
Oosterhout is een wijk in het stadsdeel Nijmegen-Noord (Waalsprong) in de gemeente Nijmegen. Op 1 januari 2023 telde de wijk 6.415 inwoners, verdeeld over 2.167 woningen, met een gemiddelde WOZ-waarde van € 484.000, op een oppervlakte van 3,07 km².
In de periode 1996-2009 was Oosterhout een woonplaats in de  gemeente Nijmegen. Na de annexatie in het kader van het stedenbouwkundig project de Waalsprong vormt het een wijk  binnen het stadsdeel Nijmegen-Noord. Het ligt ten oosten van het als dorp zelfstandig gebleven deel van Oosterhout in de gemeente Overbetuwe. Er wonen sinds 2019 6.265 mensen. De wijk bestaat uit de buurten: De Elten, De Boomgaard, Het Nijland en Waaijenstein.

## Geschiedenis
Uit onderzoek is gebleken dat het tot de oudst bewoonde gebieden van Nederland behoort. In de late steentijd waren er al landbouwnederzettingen.  Er zijn veel opgravingen uit de Bataafse en Romeinse tijd gevonden. De laaggelegen, natte komgebieden waren in gebruik als kruidenrijke hooilanden en als weide. In de 17e eeuw kwam de tabaksteelt in zwang. In de tweede helft van de 19e eeuw nam de fruitteelt in de Betuwe en dus ook in het oorspronkelijke dorp Oosterhout een hoge vlucht. Vele akkers op de vruchtbare stroomruggen maakten plaats voor hoogstamboomgaarden.

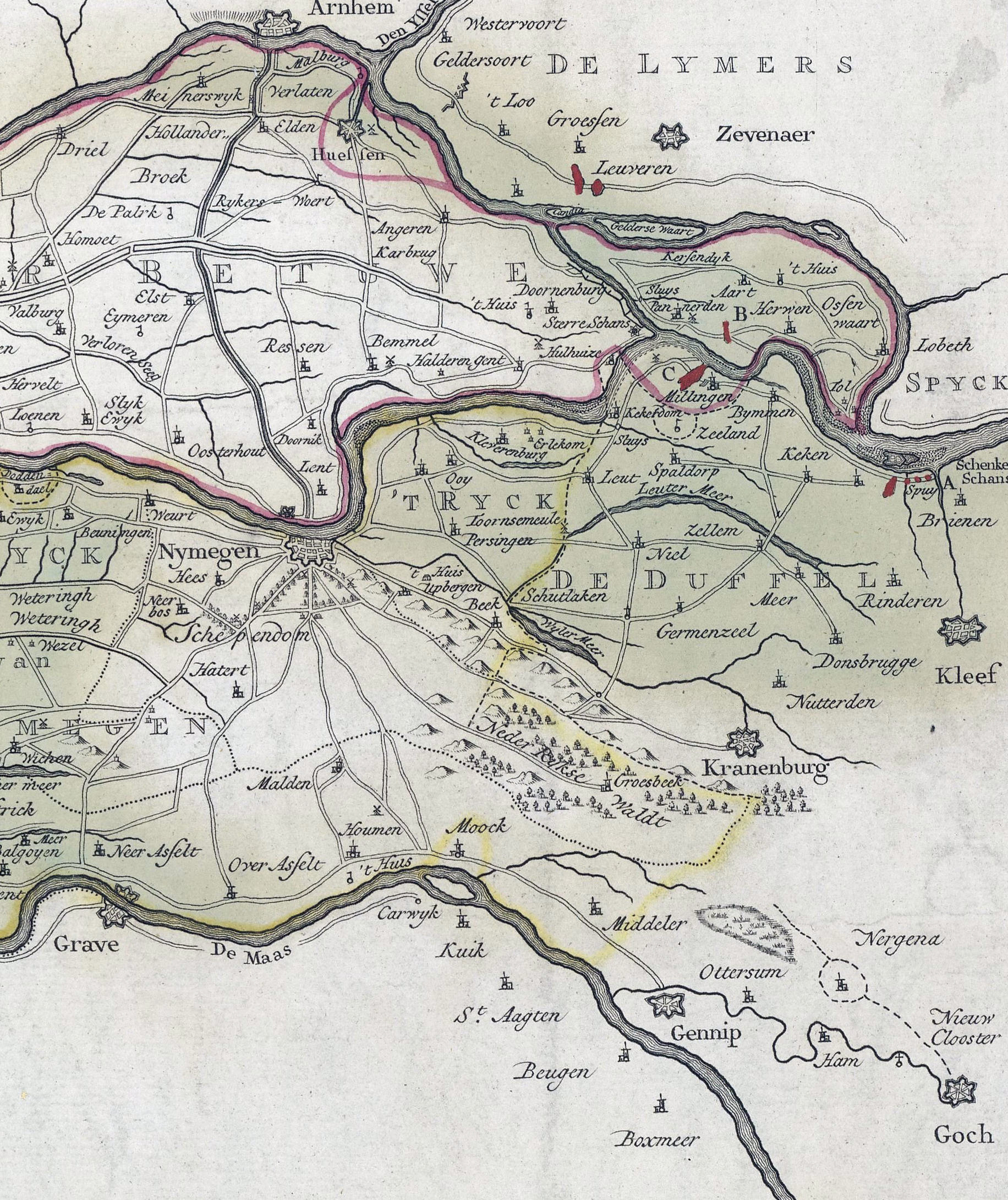
Detail uit een kaart van 1757 met de Grift zichtbaar tussen Arnhem en Nijmegen

Tijdens de Tweede Wereldoorlog was het gebied onderdeel van Operatie Market Garden. De Griftdijk heeft zijn ontstaan te danken aan het Grift-kanaal tussen Arnhem en Nijmegen. De Grift (Betuwe) was de allereerste gegraven trekvaart van de Noordelijke Nederlanden. Langs dit kanaal werd een rijpad aangelegd welke tegenwoordig de Griftdijk heet. Het kanaal werd rond 1930 gedempt na de aanleg van de Waalbrug en bijbehorende rijksweg.

### Buitenplaats Oosterhout

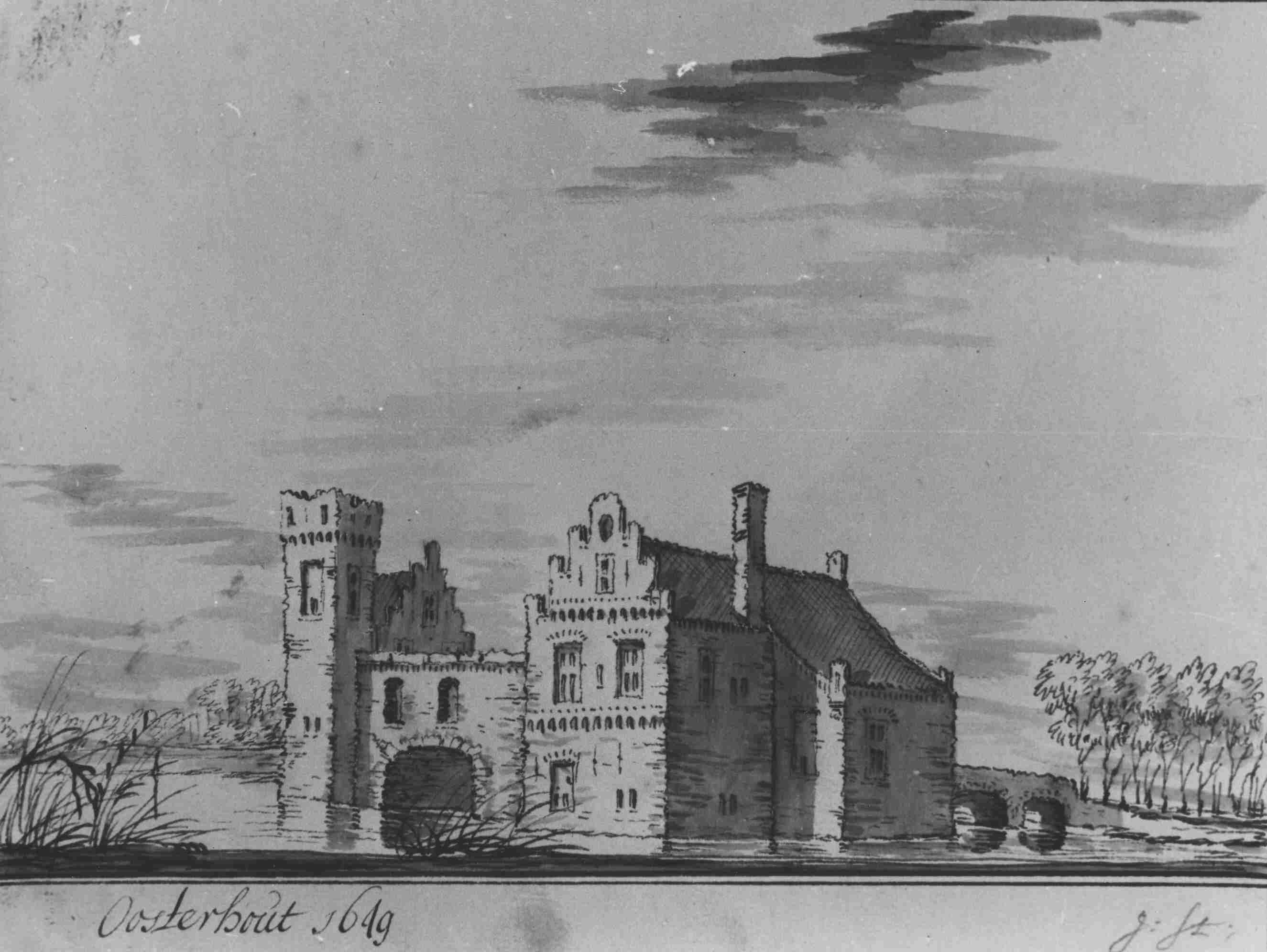
Kasteel Oosterhout 1649

In de veertiende eeuw werd kasteel Notensteyn gesticht door de heren Van Bronckhorst. In 1585 brandde Notensteyn af en werd herbouwd. In 1627 ging het kasteel naar de familie Van Hackfort en werd het vernoemd naar het dorp Oosterhout. In de geschiedenis is de Waaldijk enkele malen doorgebroken, wielen als de Waaiensteinkolk getuigen daar nog van. In 1809 en 1820 werd het kasteel verwoest door een dijkdoorbraak. Rond 1840 werd op deze plek een neoclassicistisch landhuis met boerderij gebouwd welke sinds 1865 in bezit kwam van de familie Van Boetzelaer. Vanaf 1887 werd aan de achterzijde een sterrenbos en een zichtlaan aangelegd naar de Waaldijk. Vanaf deze periode bestaat de Buitenplaats uit een landhuis, twee boerderijen, een koetshuis, een jachtopzienerswoning en omliggende bossen met landerijen. Tijdens haar bezoek aan de Betuwe op 28 september 1945 werd H.K.H. prinses Juliana ontvangen op kasteel Oosterhout waar op dat moment de Centrale Stichting "Herstel Betuwe" was gevestigd. Buitenplaats Oosterhout is sinds 2003 een rijksmonument.

### Huis Waaienstein
Nabij het Huis Oosterhout lag het in 1660 gebouwde Huis Waaienstein. Op 12 juli 1672 werd door de koning van Frankrijk, Lodewijk XIV op het landgoed de capitulatie van de stad Nijmegen bekrachtigd. Zoals hierboven beschreven brak in 1809 de Waaldijk door en werd het kasteel door de kracht van het water verwoest. Bij deze overstromingen ontstonden overigens drie nog bestaande kolken, die in de uiterwaarden liggen. De grootste daarvan, het Groote Wiel, werd in de 20e eeuw tot Waaiensteinkolk omgedoopt. Deze naam houdt de herinnering levend aan het landgoed Waaijensteyn, dat bij diezelfde overstroming in 1809 geheel wegspoelde.

## Sport en recreatie
Voorzieningenhart De Klif in het centrum heeft verschillende buurt- en wijkvoorzieningen onder één dak. Het beschikt over een wijkcentrum, jongerencentrum, sportzaal, vergaderruimtes en een professionele theaterzaal.
De voetbalvereniging in de wijk Oosterhout is VV OSC. Zij voetballen sinds 2010 op Sportpark Nieuw-Balveren.

### Nijmeegse Vierdaagse
De vierdaagse Nijmegen loopt op de eerste dag over de dijk naast de wijk.

## Gezondheidszorg
In de wijk ligt een huisartsenpraktijk, tandartspraktijk en een dependance van het Canisius-Wilhelmina Ziekenhuis.

## Openbaar vervoer
De buslijnen 3 (Oosterhout dorp - Nijmegen CS), 14 (Arnhem CS - Nijmegen Brakkenstein) en 331 (Velp Zuid - Nijmegen Aldenhof/Weezenhof)  doen de wijk Oosterhout aan.

## Industrie
In het noorden van de wijk ligt bedrijventerrein De Grift met voornamelijk logistieke bedrijven, groothandelsbedrijven en distributiecentra. Het bedrijventerrein is aangesloten op de A15.

## Afbeeldingen

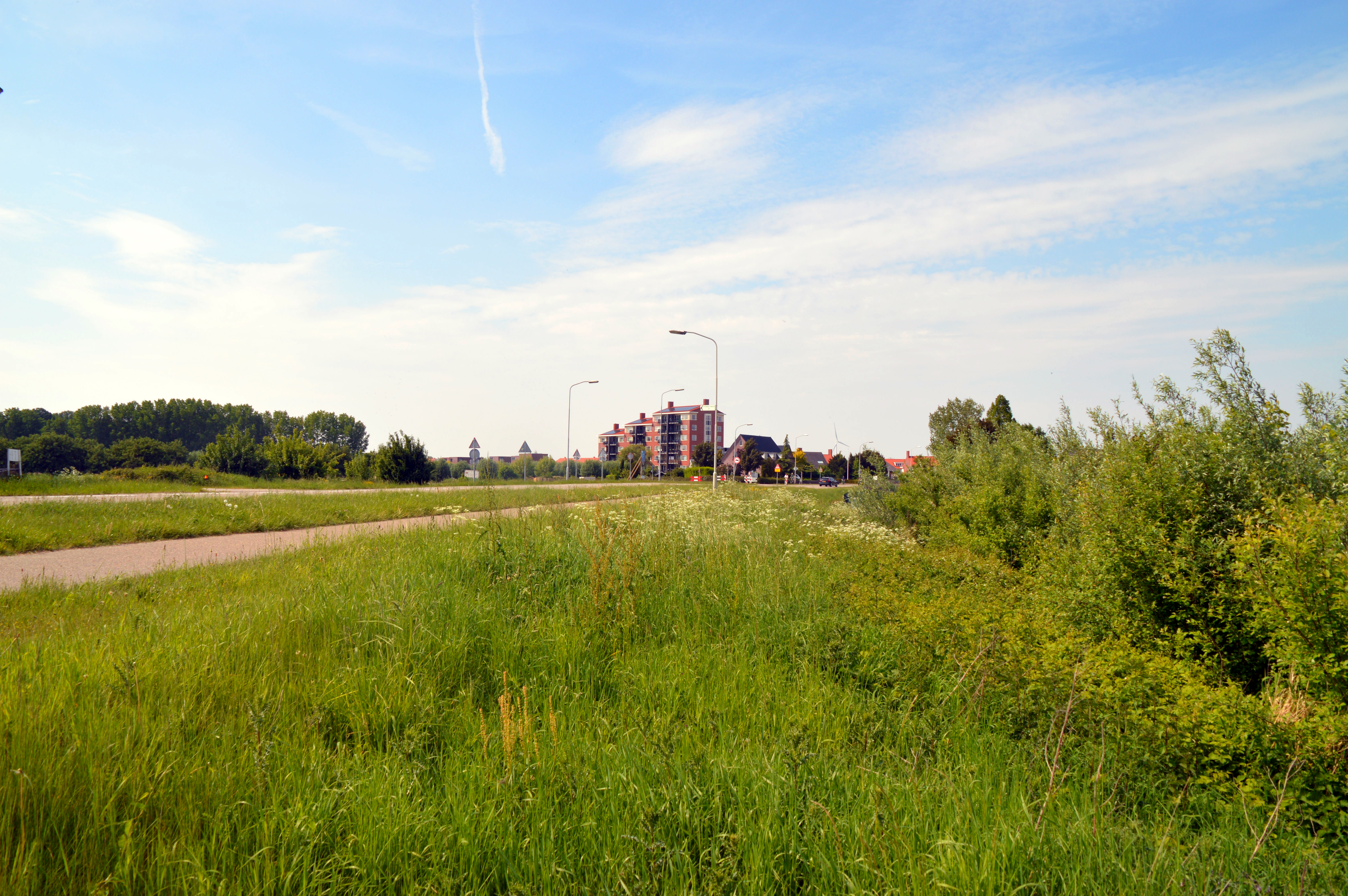
Nijmegen Oosterhout gezien vanaf de Griftdijk
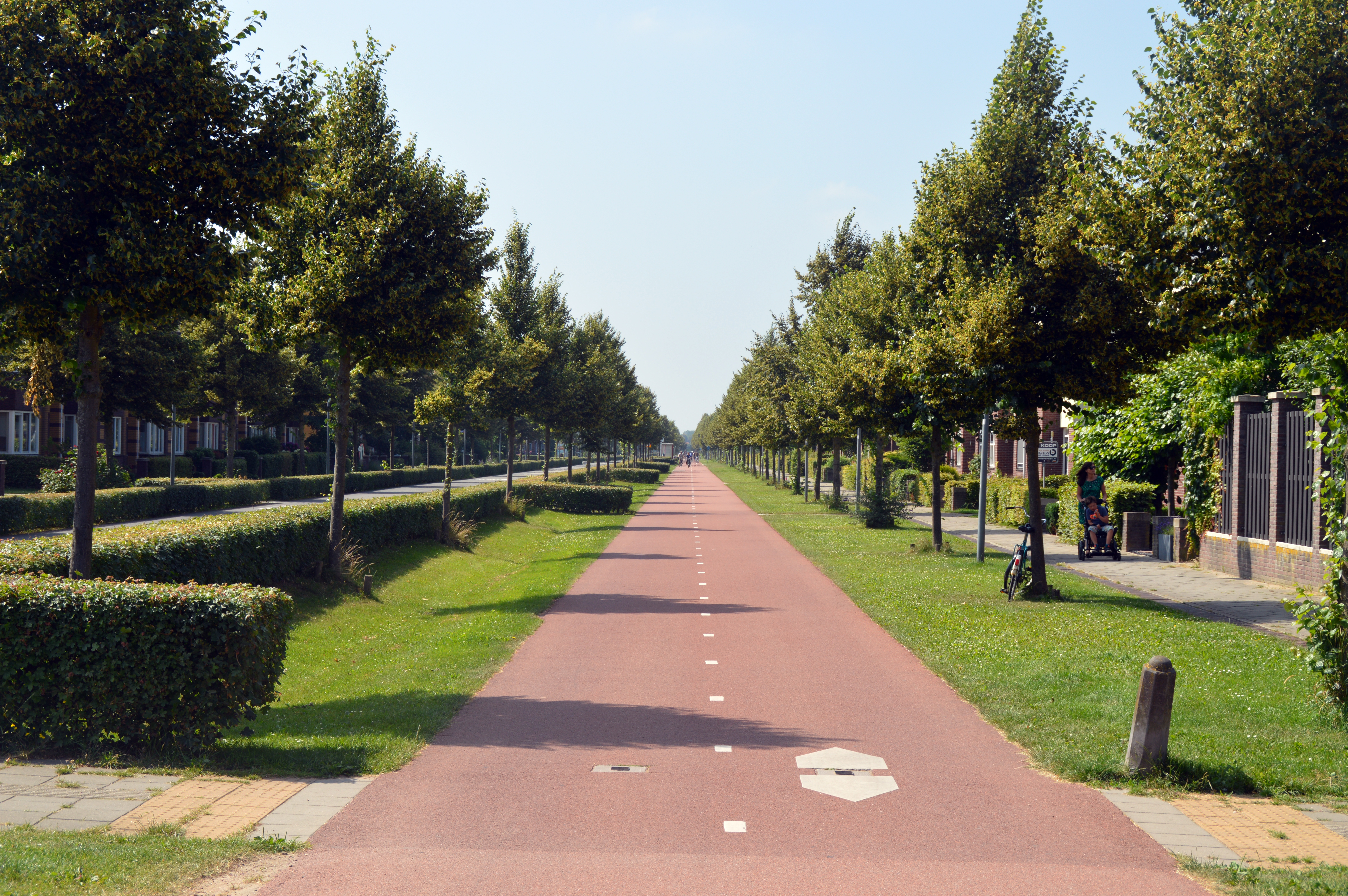
Terralaan/Fruitlaan
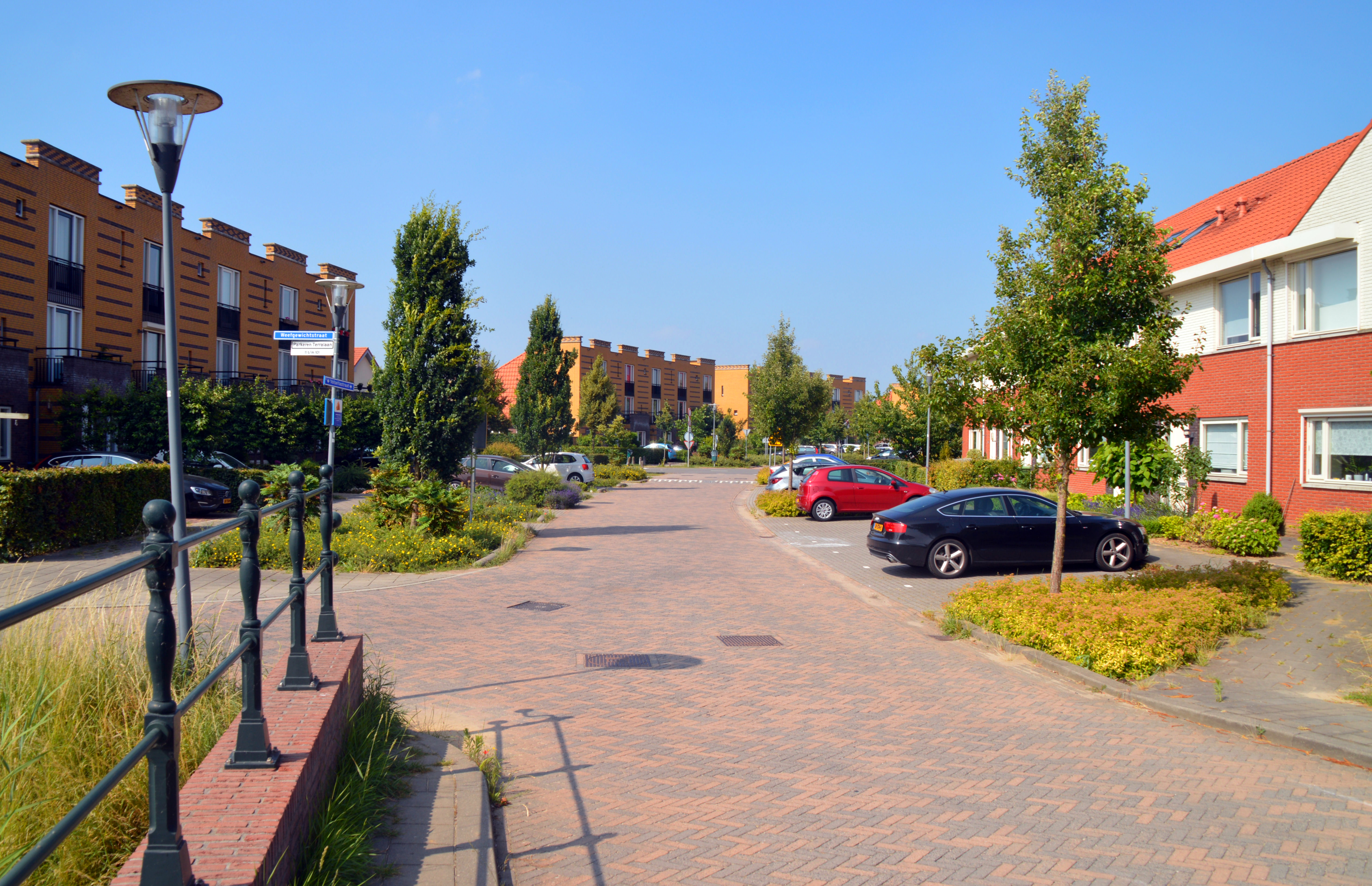
Volsellastraat
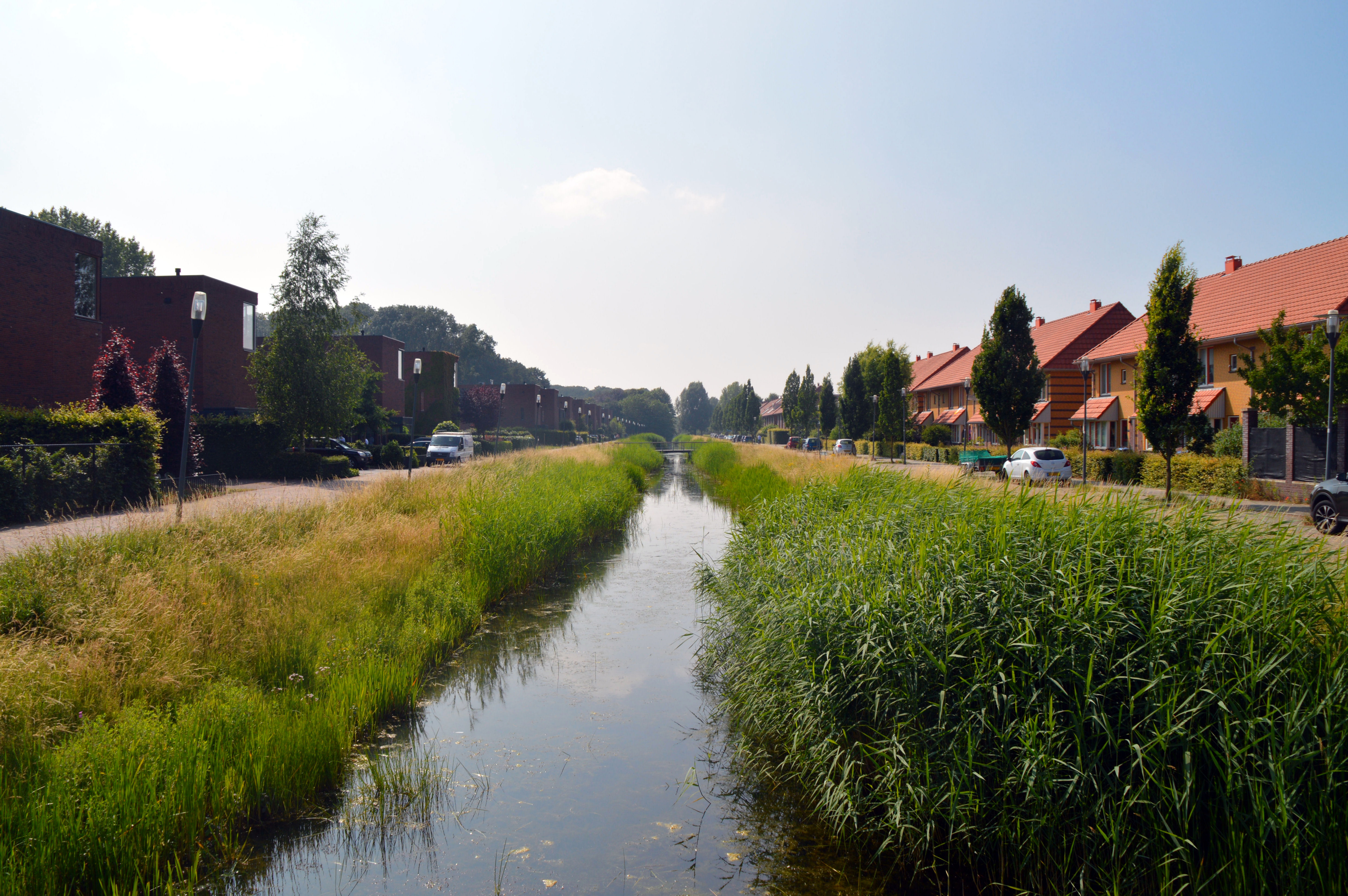
Weefgewichtstraat
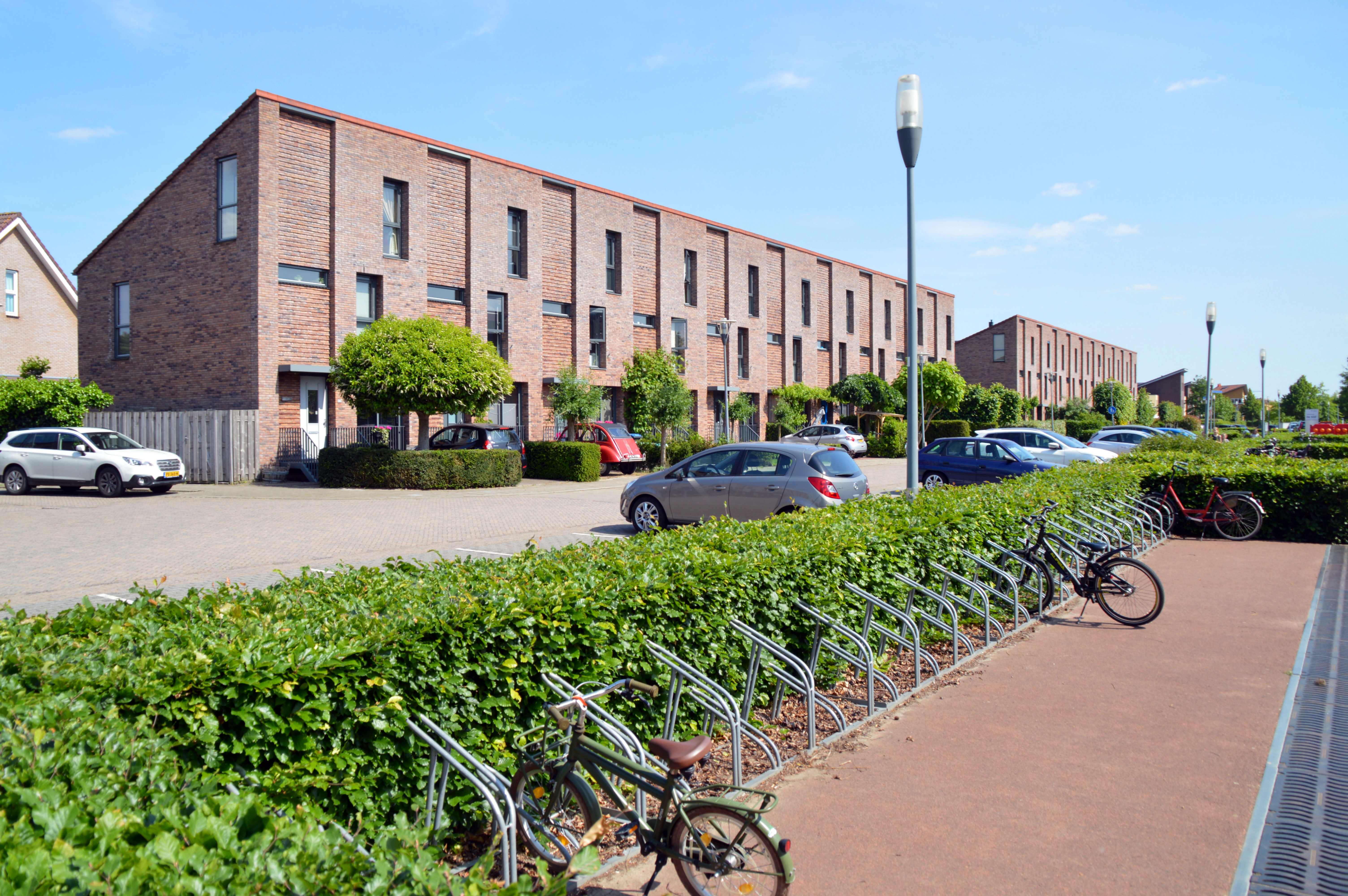
Pijlpuntstraat
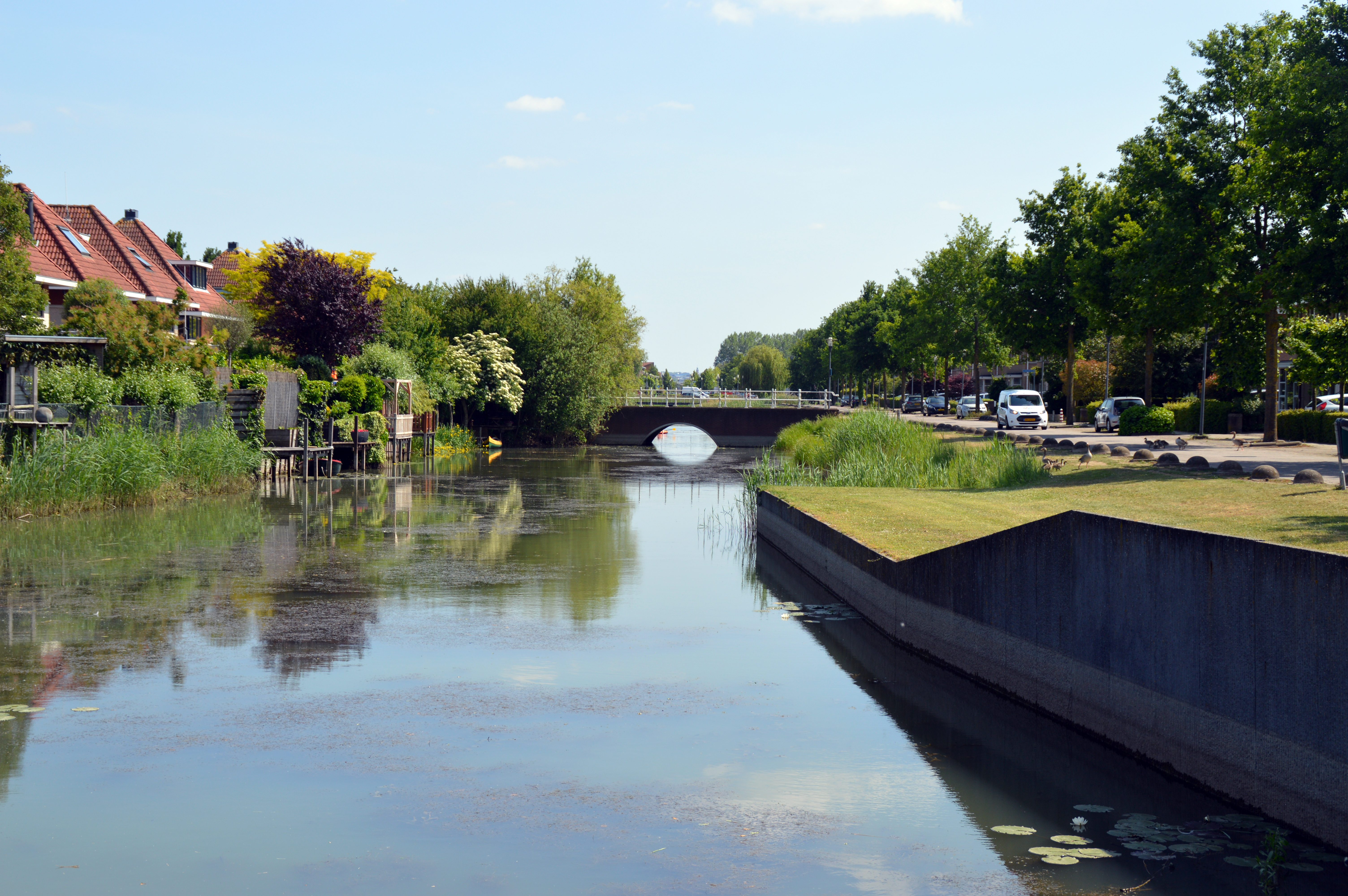
Bellefleurstraat
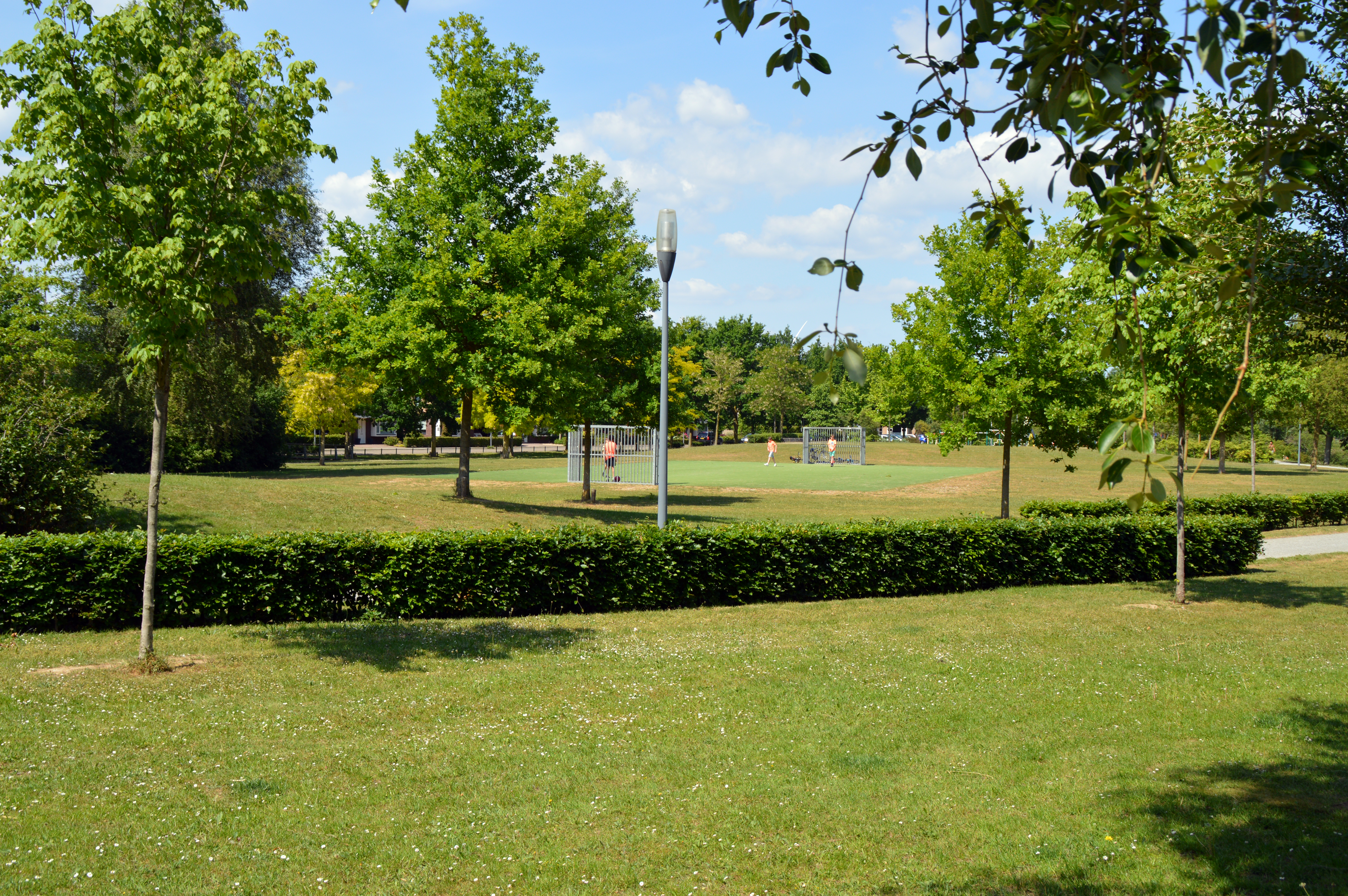
Park Voetbalveld
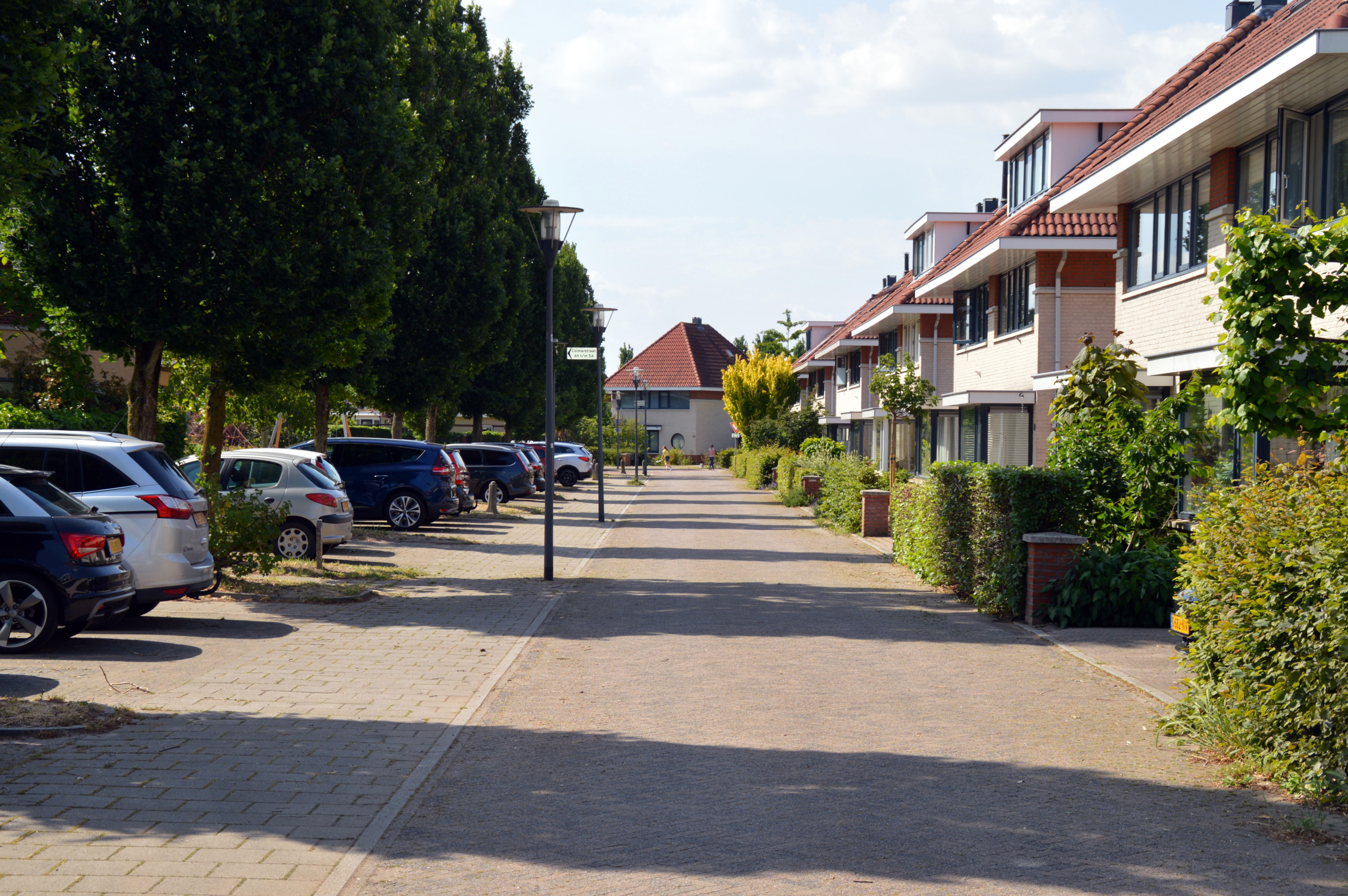
Colmarstraat, naar het westen gezien.
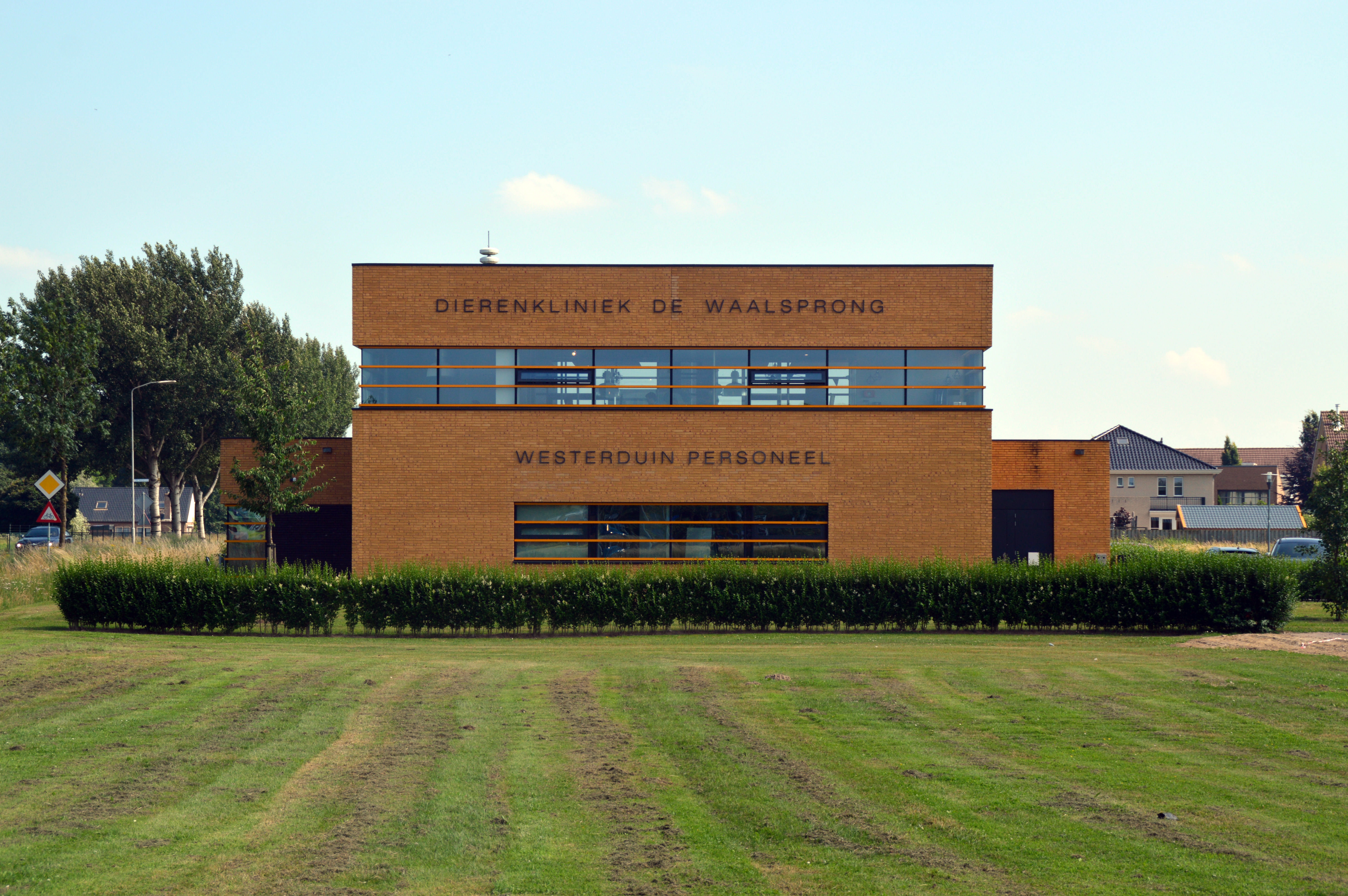
Dierenkliniek de Waalsprong
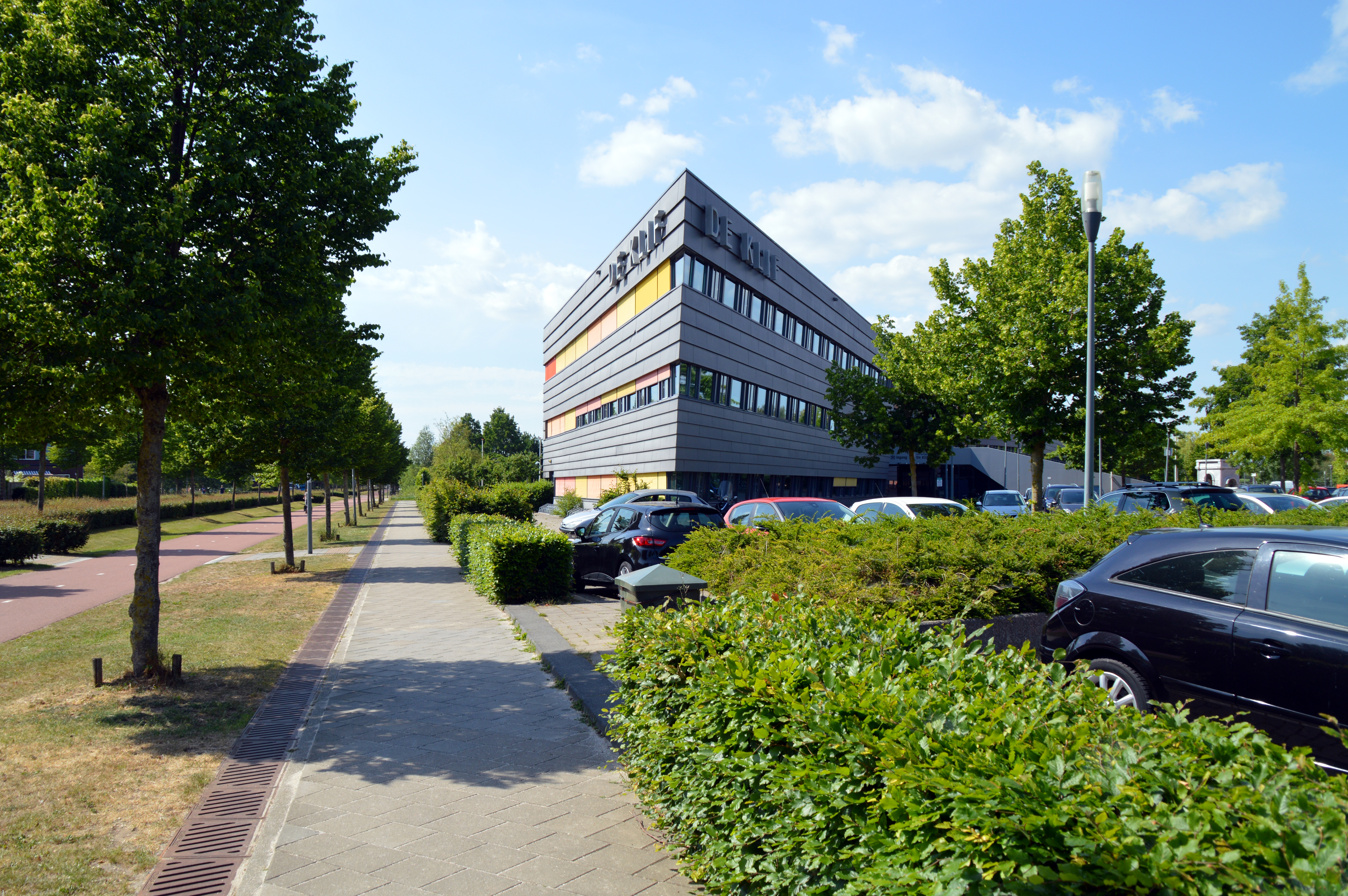
Voorzieningenhart De Klif
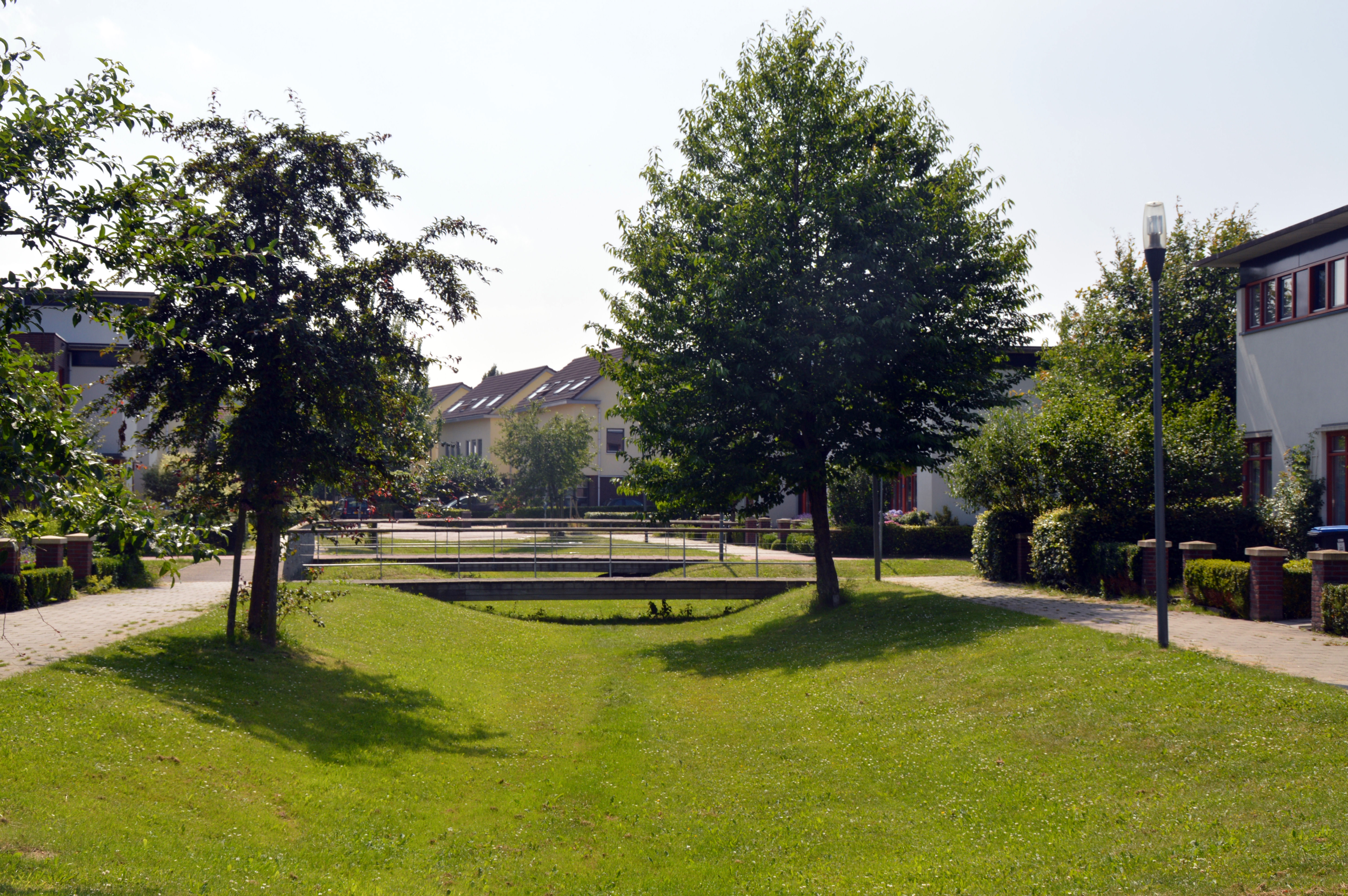
Dolabrastraat
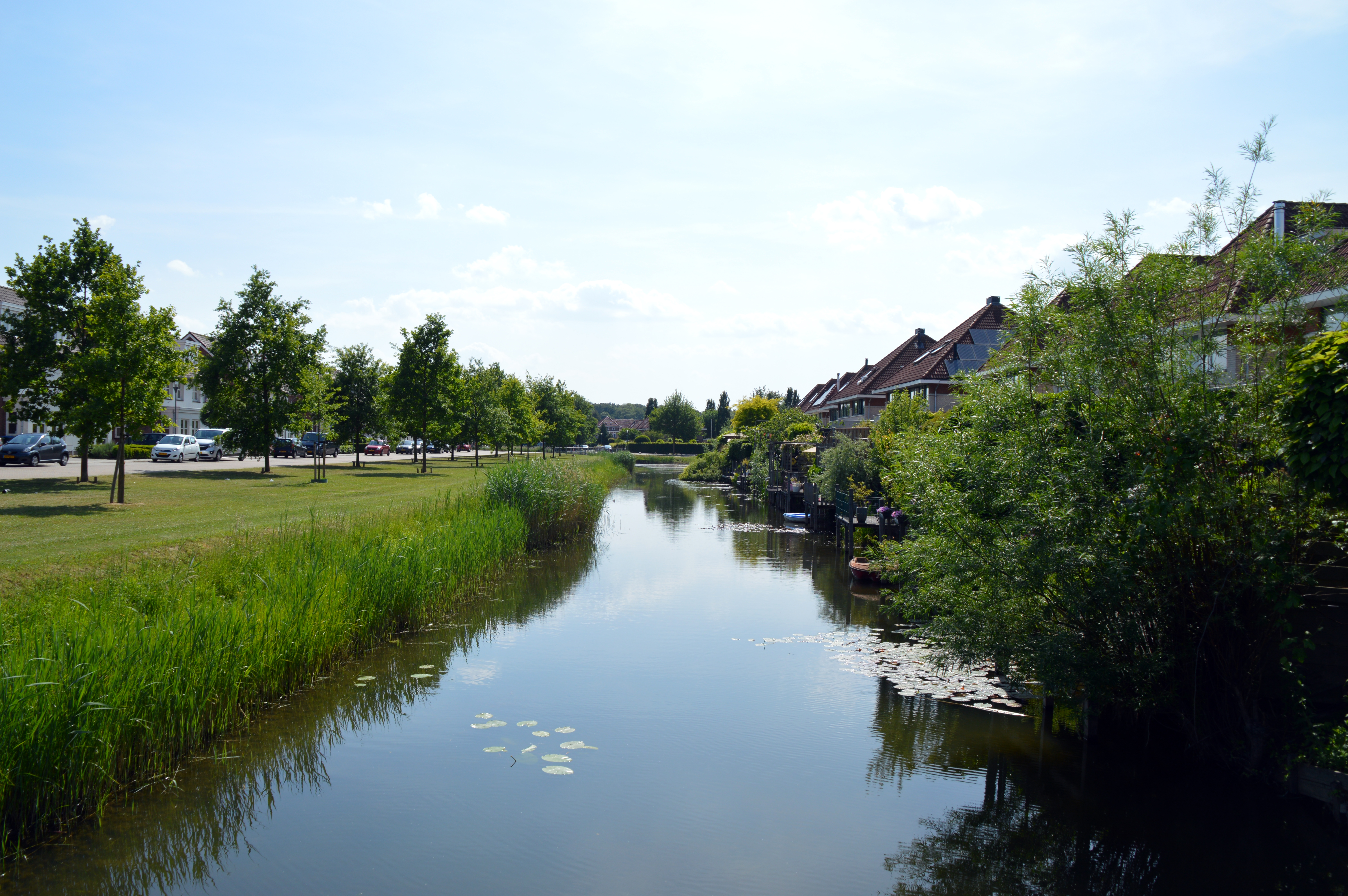
Pijlpuntstraat; vanuit het noorden gezien
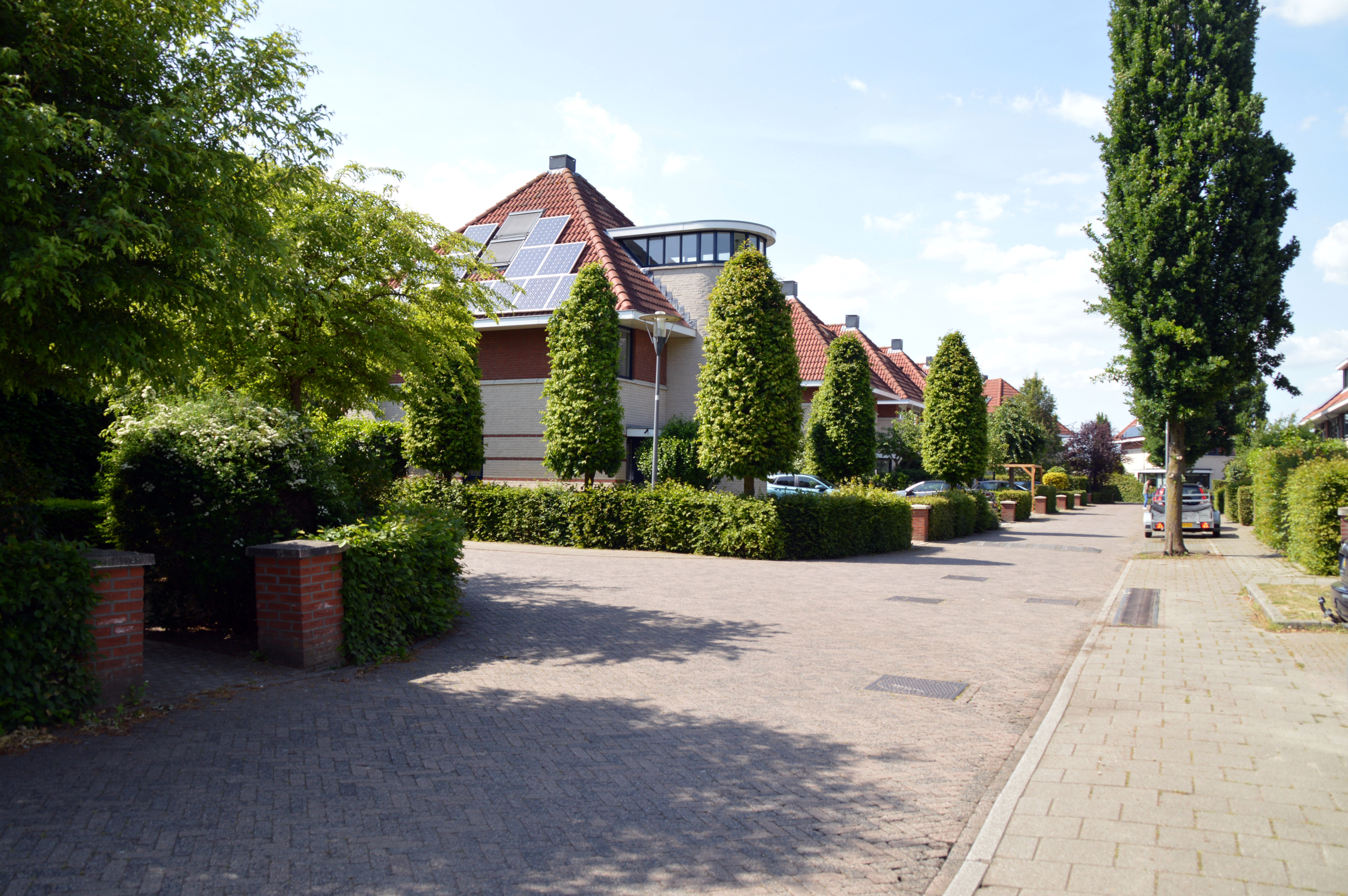
Colmarstraat
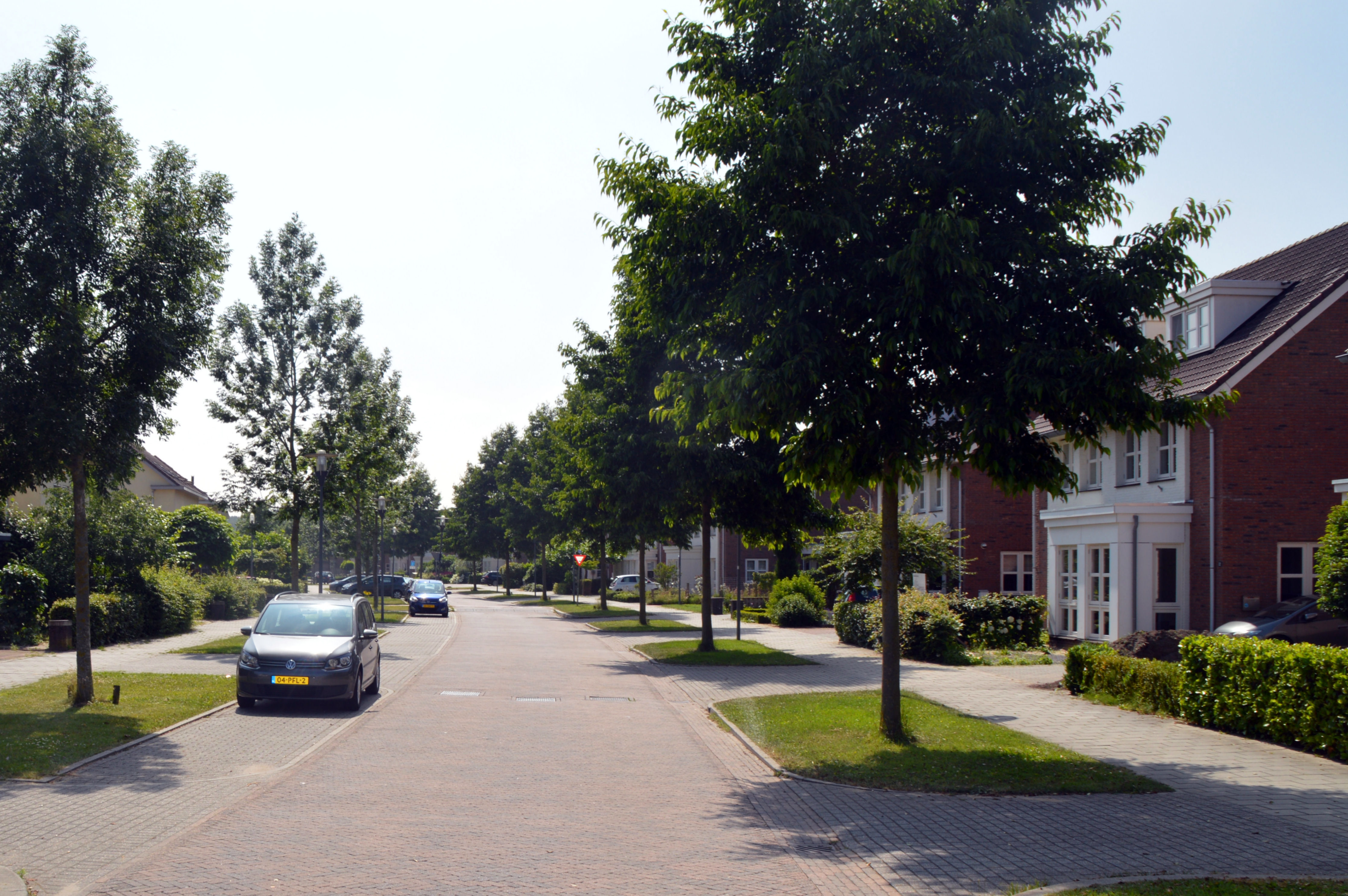
Terracottastraat
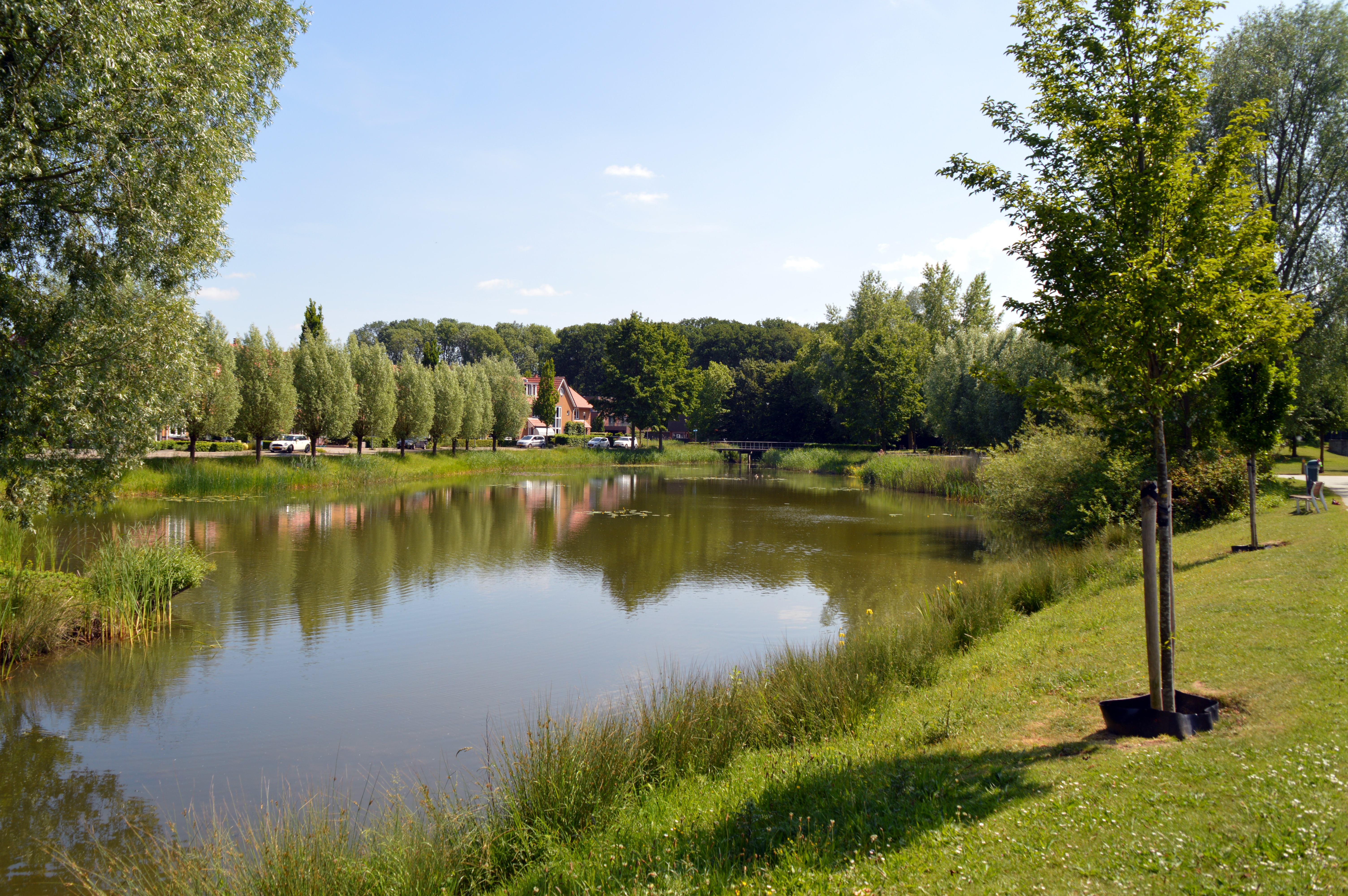
Nijmegen-Oosterhout Park
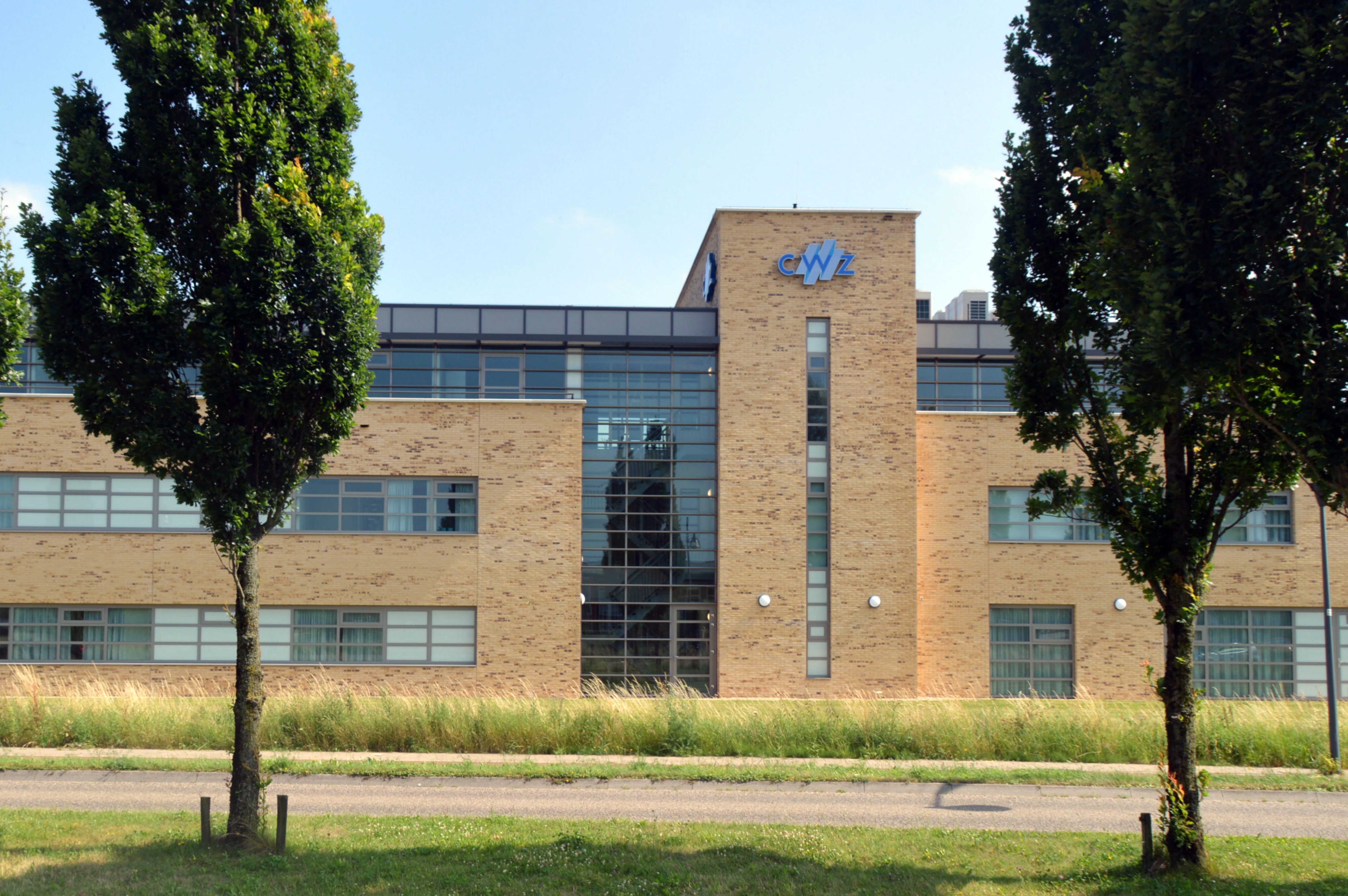
Polikliniek Canisius-Wilhelmina Ziekenhuis Waalsprong
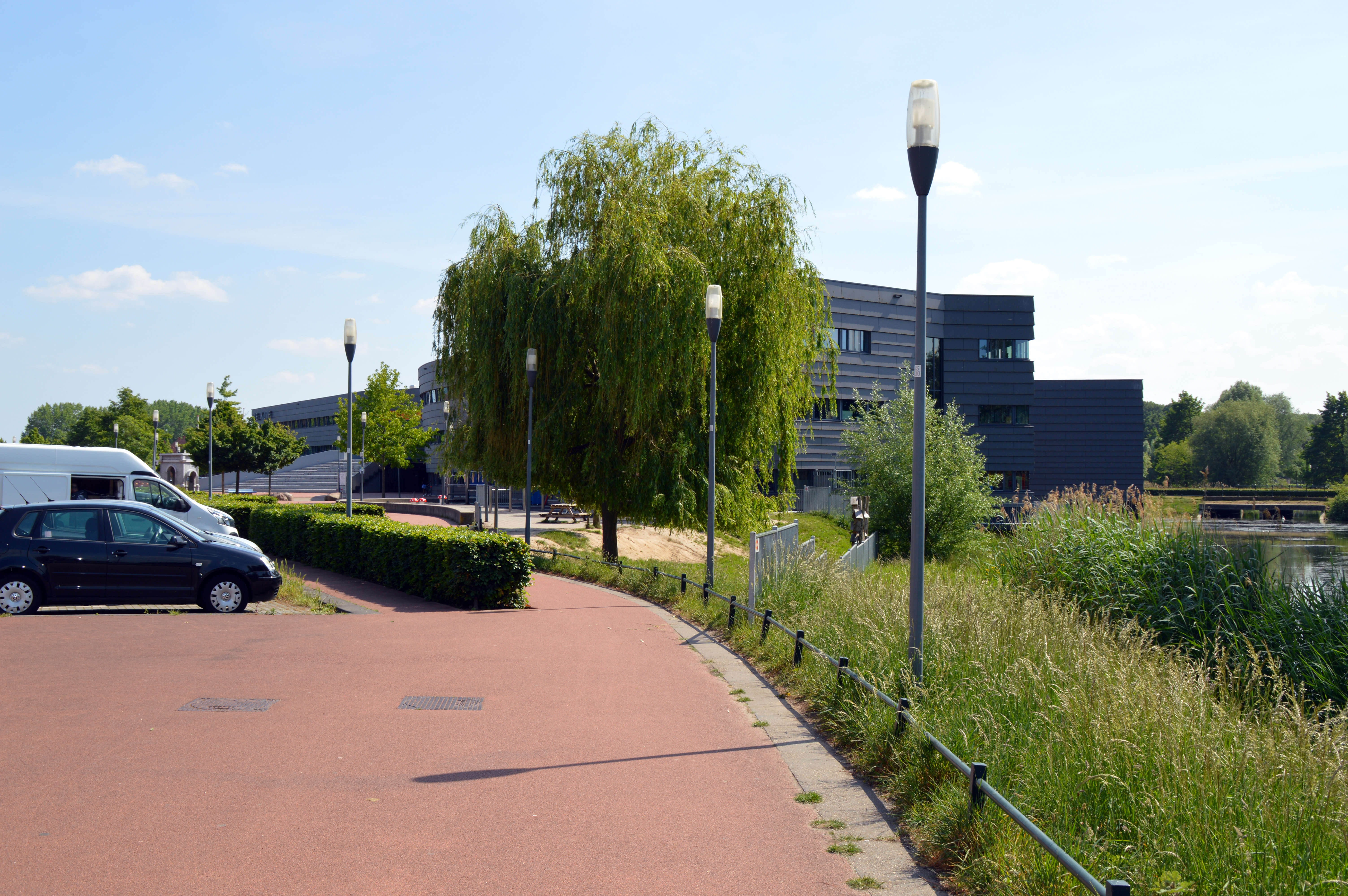
Voorzieningenhart De Klif Pijlpuntstraat 1, 6515 DJ Nijmegen-Oosterhout Zijaanzicht
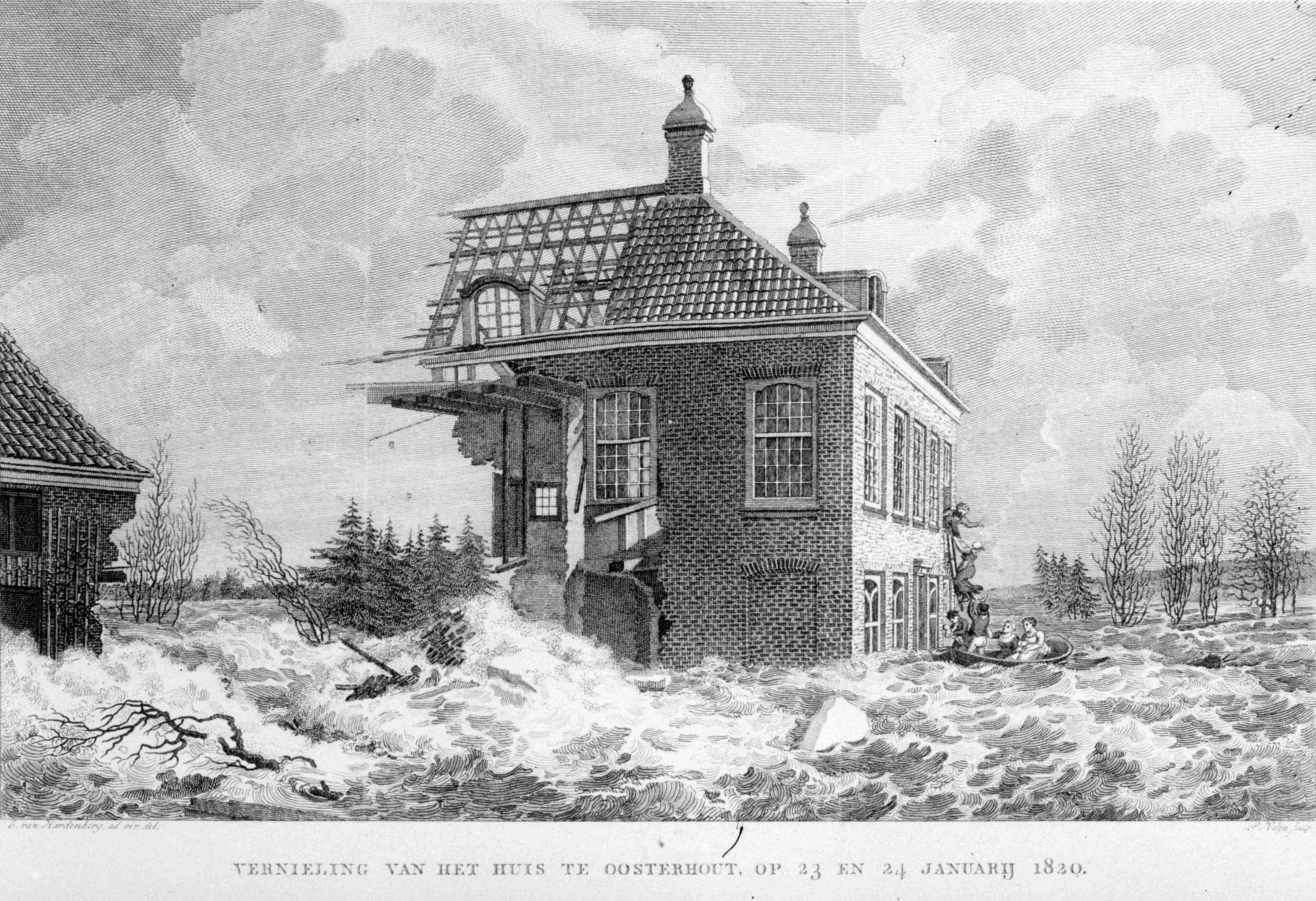
De vernieling door het hoge water van het Huis te Oosterhout in 1820
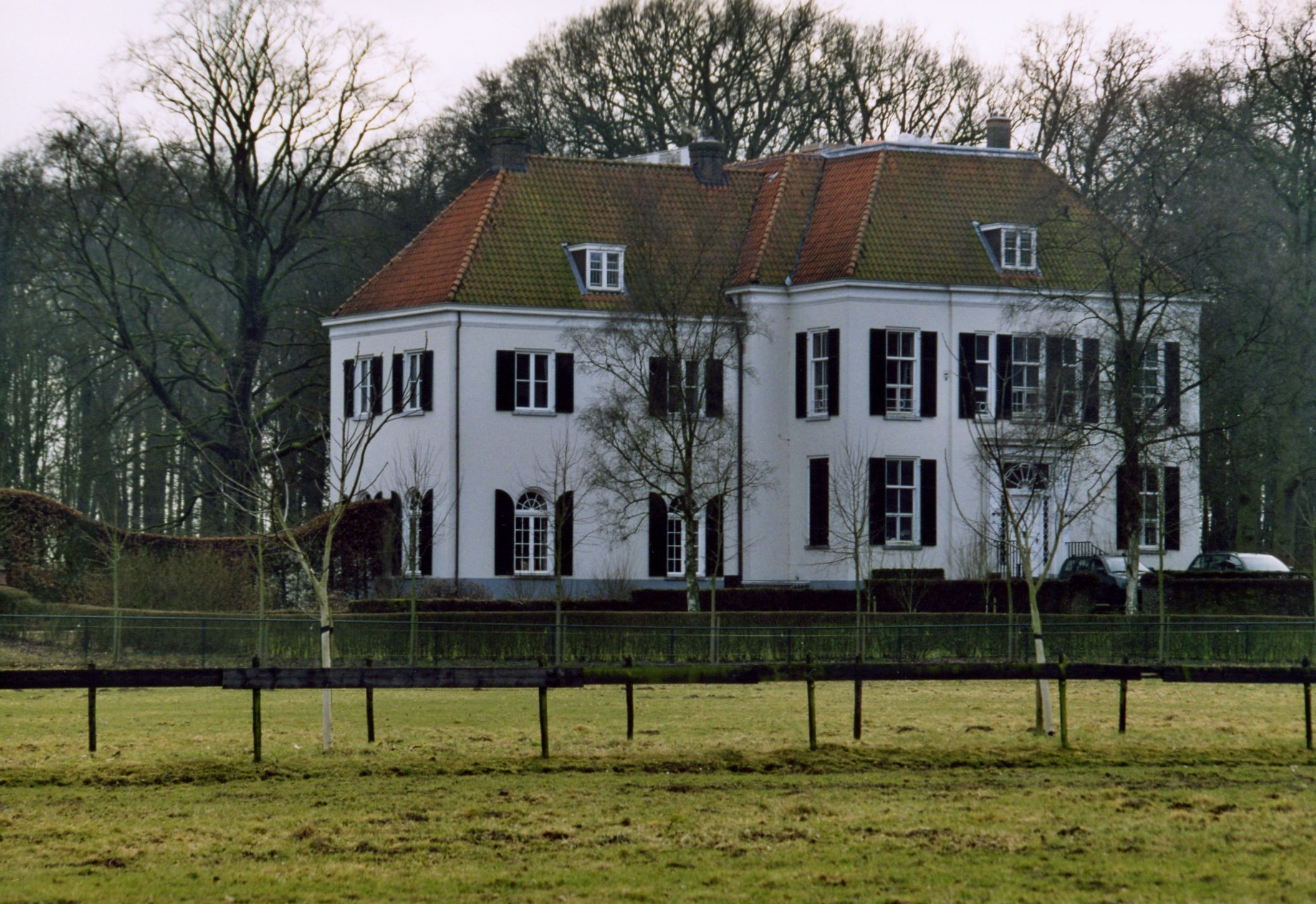
Huis Oosterhout
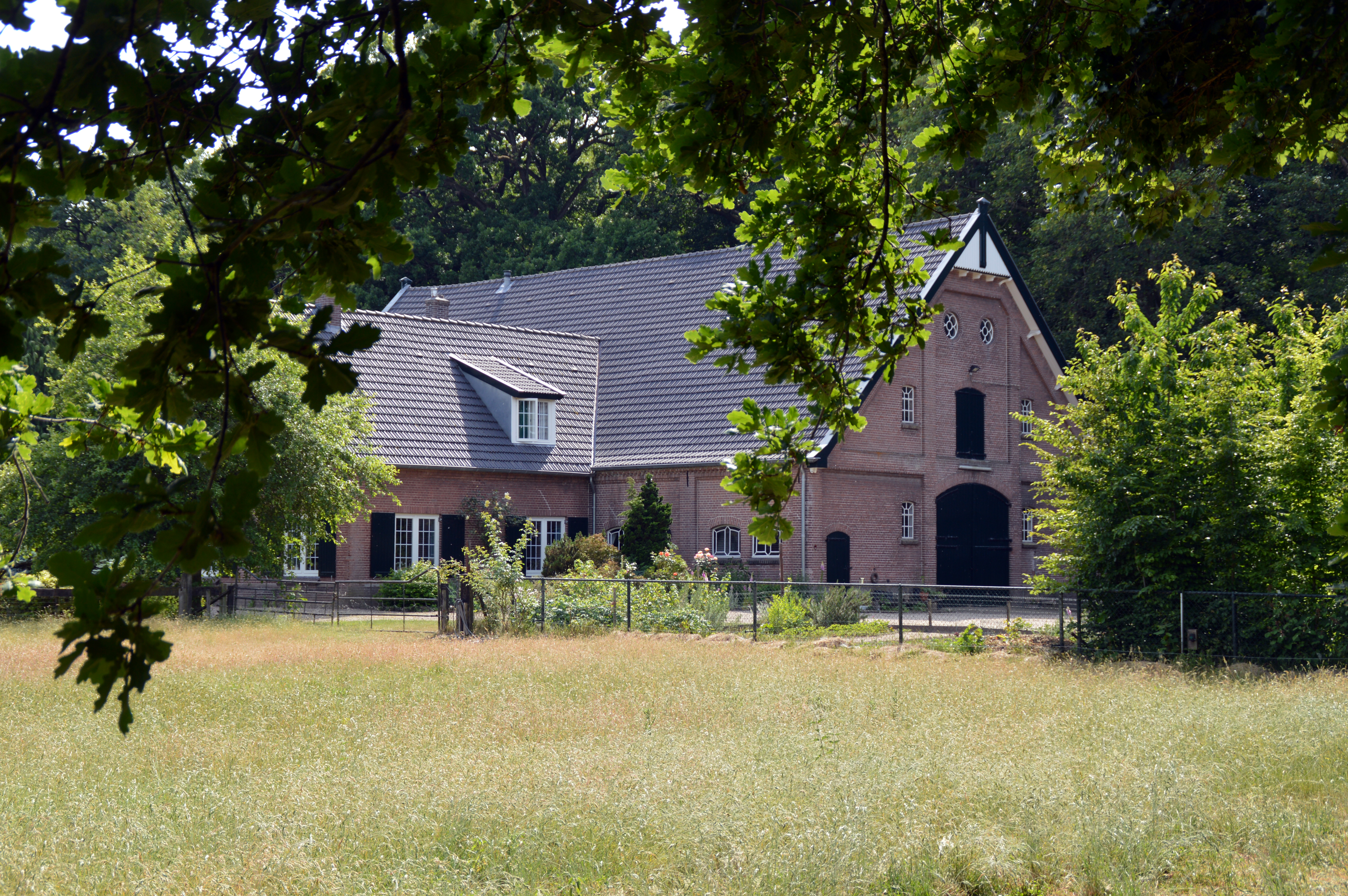
Koetshuis Waaldijk 50 C. 1875
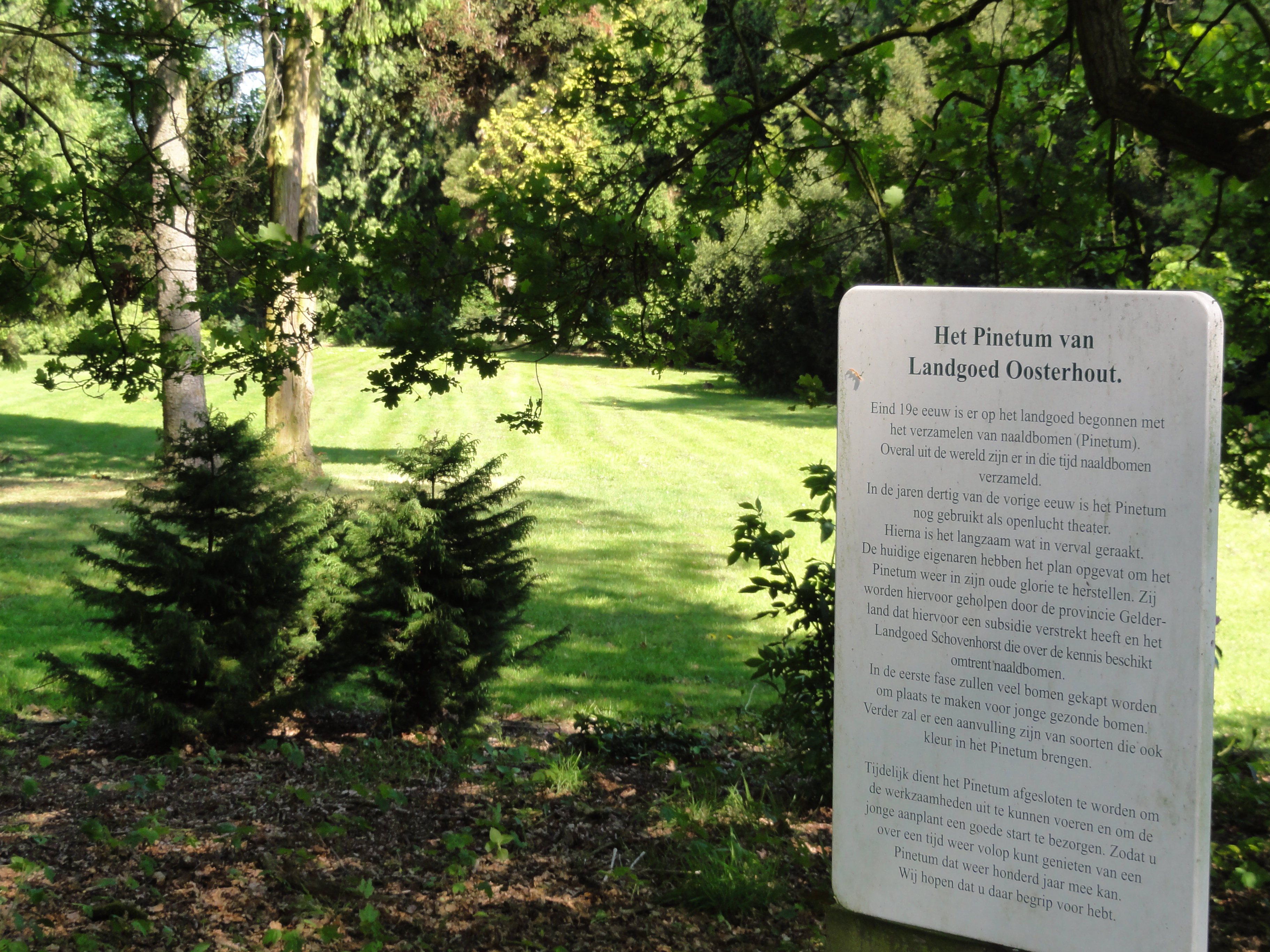
Tuinaanleg landgoed Oosterhout met paneel